# Нижнесортымский
Нижнесорты́мский — посёлок в Сургутском районе Ханты-Мансийского автономного округа — Югры. Образует одноимённое сельское поселение. Расположен в 212 км к северо-западу от Сургута.

## Название
Своим названием посёлок обязан своему расположению. Он находится в нижнем течении реки, которая на языке коренных жителей ханты, звучит как «хорошая щука» («сорт» — щука, «ым» — хороший).

## История
В 1974 году геологи открыли Нижнесортымское месторождение нефти. В декабре 1988 года для разработки и обустройства этого месторождения было образовано нефтегазодобывающее управление «Нижнесортымскнефть», одно из самых молодых и самое северное управление в ПАО «Сургутнефтегаз». Это стало главной причиной строительства Нижнесортымского.
Изначально Нижнесортымский был рабочим посёлком. Но уже 14 октября 1991 года, путём исключения из Лянторского поссовета, Нижнесортымский получил статус посёлка.

## Население
| 2002    | 2010    | 2012    | 2013    | 2014    | 2015    | 2016    |
| ------- | ------- | ------- | ------- | ------- | ------- | ------- |
| 10 572  | ↘10 314 | ↗11 125 | ↗11 870 | ↗12 110 | ↗12 330 | ↗12 505 |
| 2017    | 2018    | 2019    | 2020    | 2021    |         |         |
| ↘12 485 | ↗12 841 | ↘12 647 | ↗12 651 | ↗14 217 |         |         |

Одним из главных факторов роста населения является рождаемость. Величина естественного прироста в среднем составляет 970 человек в год. Генеральный план развития Нижнесортымского предусматривает рост населения до 25 тысяч человек. Средний возраст жителей — 25-35 лет, в поселок постоянно прибывает молодежь. Еженедельно празднуются две-три свадьбы.

## Экономика
Нижнесортымский — это перспективная территория с развивающейся нефтедобычей и быстро растущей инфраструктурой.
Основой экономического благополучия поселения является топливно-энергетический комплекс, который включает в себя нефтегазодобывающее управление «Нижнесортымскнефть», занимающее лидирующую позицию среди других НГДУ ПАО «Сургутнефтегаз».
На территории промзоны поселка расположен ряд промышленных предприятий: Нижнесортымское управление технологического транспорта, Нижнесортымское дорожно-ремонтно-строительное управление треста «Сургутнефтедорстройремонт», СМУ-10 Сургутского строительно-монтажного треста № 1, СМУ-1 Сургутского строительно-монтажного треста № 2, управление геофизических работ треста «Сургутнефтегеофизика», Специализированное управление механизированных работ №3 треста "Сургутнефтеспецстрой" и др.

## Местное самоуправление
В ноябре 2005 года главой сельского поселения Нижнесортымский избран Петр Владимирович Рымарев. Живёт в поселке с 1997 года. Имеет два высших образования: педагогическое и юридическое. Работал учителем истории и права в Нижнесортымской средней общеобразовательной школе, с 2000 года — заместителем главы администрации Нижнесортымского сельсовета. В должности главы поселения зарекомендовал себя как грамотный руководитель, обладающий высоким профессионализмом. Осуществил постройку в поселке оздоровительного комплекса с бассейном, разбил парк, лесопарковую зону, где отдыхают взрослые и дети.

## Инфраструктура
Развитие поселения идёт параллельно со строительством жилья и социальной инфраструктурой, позволяющей жить и трудиться в хороших бытовых условиях: органы местного самоуправления, полиция, средняя общеобразовательная школа с пришкольным интернатом, в котором живут и обучаются дети коренных жителей, три детских дошкольных учреждения, детская школа искусств, культурно-досуговый центр, библиотека, центр политехнического обучения, комбинат бытового обслуживания населения, фотосалон, парикмахерские, солярий, отделение почтовой связи, филиал «Сургутнефтегазбанка» и «Ханты-Мансийского банка», появились сети аптек, сетевые магазины «Пятёрочка», «Магнит» и другие.
В марте 2007 года закончено строительство участковой больницы на 45 коек с поликлиникой на 250 посещений в смену и дневным стационаром на 5 коек. В больнице открыты следующие отделения: терапевтическое, хирургическое, детское и акушерско-гинекологическое. Одним из важнейших направлений её деятельности является организация и оказание всесторонней медицинской помощи как жителям посёлка, так и коренным малочисленным народностям Севера, проживающим на десяти родовых угодьях. Больница оснащена современным медицинским оборудованием, мебелью, отделения имеют просторные 1-2 местные палаты с санузлом и душевой кабиной.
Нижнесортымский сегодня — это один из самых благоустроенных, чистых и красивых населённых пунктов Сургутского района. Ежегодно возводятся новые жилые дома с удобными для проживания в условиях сурового климата квартирами. Всё жильё обеспечено магистральными коммуникациями, кабельным телевидением, телефонной связью, дворы благоустроены детскими площадками, разнообразными малыми архитектурными формами. Идёт разработка новых микрорайонов под многоэтажное жильё.

## Транспорт
Поселок Нижнесортымский с «большой землей» связывает только одна транспортная артерия — автомобильная с новым автовокзалом. Сегодня автовокзал оказывает услуги всему населению поселка: регулярное сообщение с городами — Сургут и Лянтор. Имеются авиа- и железнодорожная кассы.

## Культура
В октябре 2008 года сдан в эксплуатацию культурно-досуговый центр «Кристалл» со зрительным залом на 324 места, дискозалом на 200 мест, просторным актовым залом, библиотекой, залом хореографии для детей. В честь односельчан, участвовавших и погибших в боях за Отечество на площади рядом КДЦ «Кристалл» возведен мемориал павшим воинам.
В поселке отмечаются праздники с концертными программами и народными гуляниями, такие как: День России, День защиты детей, День поселка Нижнесортымский, проводы русской зимы, День знаний, Сабантуй — День плуга, День нефтяной и газовой промышленности, а также мероприятия, продолжающие традиции народов ханты и манси — День рыбака и оленевода.
Неоднократно становились дипломантами и призёрами районных и окружных конкурсов взрослый ансамбль — «Сортымочка» и детский «Сударушка», которые выступают с концертами в разных уголках Сургутского района.

## Образование
В 1997 году открыта детская школа искусств. На сегодняшний день в ней обучаются 250 детей. Школа укомплектована высококачественными музыкальными инструментами и оборудованием. Имеются актовый зал и библиотека, студия звукозаписи и фото-видеостудия. В школе открыты отделения: фортепианное, народных инструментов, духовых инструментов, эстрадное, эстетическое, хореографическое, изобразительного искусства, национальной культуры и современных технологий (музыкальное программирование, компьютерная графика). Работают творческие коллективы: оркестр народных инструментов, хор, духовой оркестр, вокальный ансамбль, хореографический ансамбль, эстрадный ансамбль, преподавательский ансамбль «Сортымские мастера», ансамбль песни и пляски «Зори Сортыма». Работы школьников вызывают восхищение и удивление. С 2004 года при школе искусств начал функционировать летний лагерь — творческая дача «Пятая четверть».

## Спорт
В январе 2007 года открыт спортивный комплекс «Лидер». В настоящее время в нём занимаются 440 человек. Развиваются следующие виды спорта: волейбол, футбол, баскетбол, вольная борьба, настольный теннис, шейпинг, легкая атлетика. В поселке установлен хоккейный корт и футбольное поле с искусственным покрытием. Поселковая хоккейная команда занимает призовые места по району.

## Религия
Построен новый православный храм в честь Святителя Тихона, Патриарха Московского и всея Руси. Существует мусульманская религиозная организация «Махалля». Построен новый храм и мечеть.

## Достижения
Сельское поселение Нижнесортымский заняло второе место в ежегодном районном конкурсе на звание «Самый благоустроенный город, поселок, село Сургутского района в 2006 году» в первой категории — населенный пункт свыше 5 тысяч человек. В окружном конкурсе на звание «Самый благоустроенный город, поселок, село Ханты-Мансийского автономного округа-Югры в 2006 году» Нижнесортымский получил диплом в номинации «За высокие показатели в благоустройстве поселка». По итогам 2006 года во Всероссийском конкурсе «Лучшее муниципальное образование» сельское поселение Нижнесортымский стало победителем в номинации «Лучшее сельское поселение». По итогам 2008 года окружном конкурсе на звание «Самый благоустроенный город, поселок, село Ханты-Мансийского автономного округа-Югры в 2008 году».